# Kloesewier
Kloesewier was een dorp op een terp op ongeveer een kilometer ten oosten van De Veenhoop en ongeveer 250 meter ten zuiden van de Wijde Ee in de gemeente Smallingerland in de Nederlandse provincie Friesland.

## Geschiedenis
De terp komt voor het laatst voor op de militaire topografische kaart van 1864 en lag aan oostzijde van de ernaar vernoemde Kloesesloot. De terp werd grondig afgegraven en de plek ervan ligt nu midden in een weiland en is niet zichtbaar op luchtfoto's of in het veld. Kloesewier is waarschijnlijk bewoond geweest vanaf ongeveer de 10e eeuw tot aan ongeveer de 14e eeuw. De toenmalige naam is echter onbekend.
In 1976 werden er in het kader van de ruilverkaveling 'Boornbergum' opgravingen verricht bij de vroegere Kloesewier nadat er in een waterput middeleeuws aardewerk was gevonden. Bij deze opgravingen werden paalgaten gevonden van twee houten 10e- of 11e-eeuwse boerderijen, een 10e-eeuwse houten kerk (althans dat wordt gedacht) en van op het veen drijvende fundamenten van een stenen kerk uit de 12e eeuw. De aanwezigheid van een kerk vormde destijds een sensatie omdat er op die plek geen kerk bekend was en er niet van een kerk wordt gerept in historische bronnen. Mogelijk was deze dan ook bekend onder een andere naam. De stenen kerk had waarschijnlijk geen toren, maar een klokkenstoel, die was geplaatst tegen de westzijde van de kerk (zoals bij de Kerk van Janum). Rondom de kerk liggen graven die dateren uit de 11e en 12e eeuw.
Een theorie is dat de kerk aan de Wijde Ee lag en diende als kerk voor schippers op zondag. Een andere theorie stelt de plek gelijk aan een niet nader gelokaliseerde uithof van het nonnenklooster van Smalle Ee. Weer een andere theorie stelt dat het een dorpje was (de oudste ontginningsnederzetting van Friesland) dat in de 14e eeuw verlaten werd nadat bewoning hier onmogelijk werd door de inklinking van het veen, zoutwinning uit het laagveen en door het dichtslibben van de Middelzee. Het is mogelijk dat er ook later nog bewoning was, maar dat hiervan geen resten zijn achtergebleven omdat deze met de terpafgravingen zijn verdwenen.